# 珍珠突頜脂鯉
珍珠突頜脂鯉，為輻鰭魚綱脂鯉目脂鯉亞目脂鯉科突頜脂鯉屬的其中一個種。該物種分布於南美洲巴西Parnaíba及Pindaré-Mearim河流域，體長可達18.5公分，棲息在底中層水域，生活習性不明。